# Андре де Сюффрен

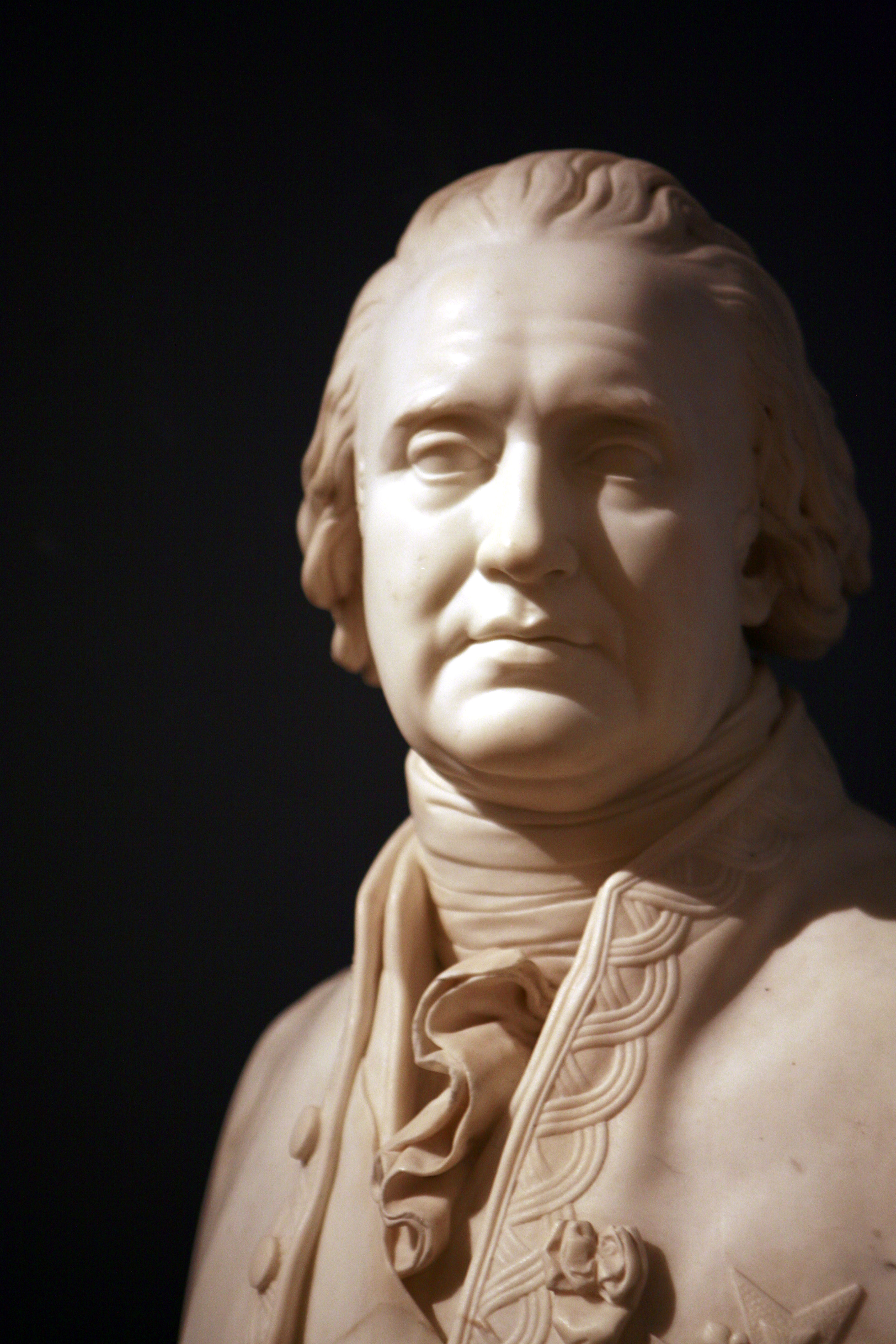
Андре де Сюффрен

П'єр Андре́ де Сюффре́н де Сен-Тропе́ (фр. Pierre André de Suffren, Suffren de Saint-Tropez; 13 липня 1729 — 8 грудня 1788) — французький адмірал.

## Життєпис

### Молоді роки
Народився у Сен-Каннах у родині Поля де Сюффрена та Єроніми де Бруні. З дитинства його було записано до кавалерів ордена Св. Іоана Єрусалимського. Він почався вивчати морську справу. У 1643 році Сюффрена відправили до Тулона, де він став гардемарином на кораблі «Ле-Солід». У 1746 році він брав участь у невдалій експедиції Данвіля, з якої повернулося лише декілька кораблів, зокрема й «Тридан», де тоді служив молодий Сюффрен. У 1747 році він потрапив у полон до англійців після битві при Фіністерре.
Після закінчення Війни за австрійську спадщину у 1748 році Сюффрен стає мічманом. З настанням миру він переводиться до Мальти. Тут він очолює галерну флотилію, яка бореться з північноафриканськими піратами.
З початком нової — Семирічної війни — Сюффрен знову у французькому флоті. Він 18 травня 1756 року бере участь у битві біля Менорки. після цього Сюффрен командував командував кораблем в ескадрі де ла Клю. 17 серпня відбулася нова битва біля Лагоса в Африці. Французький флот зазнав поразки, а Сюффрен знову потрапив у полон.

### На Середземному морі та Америці
Після повернення з полону у 1763 році Сюффрена призначають командиром шебеки «Хамелеон», яка повинна була захищати французьку торгівлю у Середземному морі. Він служив у французькому флоті до 1767 року, під час якого боровся з північноафриканськими піратами.
З 1767 до 1772 року він на мальтійській службі. За успіхи керування мальтійськими кораблями, Сюффрен стає командором ордена. У 1772—1777 роках він командував французькими кораблями «Міньон», «Алкмена», «Фантаск».
З початком війни Сполучених штатів за незалежність, Франція виступила проти Великої Британії. Навесні 1778 року Сюффрен бере участь в морському поході адмірала д'Естена у Карибське море. Тут вони захопили острів Гренада, спробували оволодіти містом Саванна, проте невдало. За успіху під час походу Сюффрен отримав пенсію від короля 1.500 франків.
У листопаді 1779 році Сюффрен очолив ескадру легких кораблів, з якою успішною блокував перевезення англійців.

### В Індійському океані
На початку 1781 року з 5 кораблями Сюффрен вийшов з Бреста. Його метою було захист голландської Капської колонії та посилення французької ескадри в Індійському океані.
15 лютого 1782 року Сюффрен прибув до Індії. 17 лютого біля Мадраса відбулася битва між французьким та англійським флотами, але успіху не досяг жоден. При цьому англійський адмірал Х'юз мав вигідні бази Трінкомалі та Мадрасі, а Сюффрен жодної. Він уклав угоду з раджою князівства Майсор Ґайдером Алі. При його допомозі зміг захопити містечко Куддалор (4 березня 1782 року). Вже 23 березня він вийшов в море. 12 квітня відбулася битва між флотом на чолі з Сюффреном та англійським під орудою Х'юза. Сюффрен здобув перемогу. Англійці вимушені були відступити у Трінкомалі. Французький адмірал отримав свободу дій біля індійського узбережжя, захоплюючи призи.
6 липня відбулася нова битва за Негапатам, але перемогу не зміг здобути жоден із суперників. Англійський флот відступив до Мадрасу, де було достатньо можливості та ресурсів для відновлення. У Куддалорі Сюффрен мав замало засобів для відновлення свого флоту. Сюффрен вирішив створити нову базу, а для цього захопити Трінкомалі. З 26 до 31 серпня тривали бої, нарешті французи захопити Трінкомалі, де створили міцну базу. А 3 вересня Сюффрен дав новий бій англійському флоту. ніхто з суперників знову не здобув перемоги.
30 вересня Сюффрен зняв облогу з Куддалора й заснував нову базу у західній частині о. Суматра. 20 червня 1783 року при Порто-Ново Сюффрен ще раз атакував флот Х'юза, змусивши останнього відступити до Мадраса. 29 серпня Сюффрен довідався про укладення миру й повернувся до Франції.

### Останні роки
5 березня 1783 року Сюффрен надали чин генерал-лейтенанта, орден Святого Духа, а у 1784 році він став віце-адміралом.
Після цього Сюффрен командував Брестським флотом до самої смерті 8 грудня 1788 року. Помер Андре де Сюффрен у Парижі.